# Meggittia maungmagana
Meggittia maungmagana is een slakkensoort uit de familie van de Pseudomelatomidae. De wetenschappelijke naam van de soort is voor het eerst geldig gepubliceerd in 1977 door Ray.